# Matthew Garbett
Matthew Jimmy David Garbett (* 13. April 2002 in London, England) ist ein neuseeländisch-französischer Fußballspieler. Er ist auf dem Spielfeld im Mittelfeld beheimatet und führt diese Rolle dort in der Zentrale aus.

## Karriere

### Verein
Zur Saison 2018/19 wechselte er von der Jugend des Team Wellington in die des Eastern Suburbs AFC. Von diesen wechselte er aber zur Folgesaison auch wieder zurück. Anschließend schloss er sich im Januar 2020 in Schweden dem Falkenbergs FF an. Dort kam er das erste Mal am 15. Juni 2020 in der Allsvenskan bei einem 1:1 gegen BK Häcken zum Einsatz, wo er in der 88. Minute für John Chibuike eingewechselt wurde. Nach dem Ende der Spielzeit 2020/21 verließ er den Klub dann wieder und schloss sich in Italien dem FC Turin an, dort war er erst einmal noch parallel auch noch in der U19 aktiv und gehört nun seit der Runde 2022/23 fest dem Kader der ersten Mannschaft in der Serie A an.

### Nationalmannschaft
Seinen ersten Einsatz im Dress der neuseeländischen A-Nationalmannschaft hatte er am 9. Oktober 2021 bei einem 2:1-Freundschaftsspielsieg über Curaçao, wo er in der Startelf stand und in der 67. Minute für Elijah Just ausgewechselt wurde. Nach ein paar weiteren Freundschaftsspielen wurde er Anfang 2022 auch in der in Katar ausgetragenen OFC-Qualifikation für die Weltmeisterschaft 2022 eingesetzt, dort schaffte er es mit seinem Team bis ins Interkontinental-Playoff, wo man dann aber Costa Rica mit 0:1 unterlag.